# Kulturåret 1830

Friheten på barrikaderna (1833) föreställer Julirevolutionen.

## Händelser
- 25 augusti – Uppförandet i Bryssel av Daniel Aubers opera La Muette de Portici utlöser belgiska upproret.
- 7 oktober – La Muette de Portici ges i Köpenhamn, dock utan att utlösa någon revolution.
- 26 december – Operan Anna Bolena av Gaetano Donizetti har urpremiär på Teatro Carcano i Milano.

### Okänt datum
- Eugène Delacroix inleder arbetet med målningen Friheten på barrikaderna.
- Sophie Daguin föreståndare för Kungliga Balettens dansskola.
- Åbo ritskola grundas av Åbo målarämbete.

## Nya verk
- Hernani av Victor Hugo
- Familjen H*** av Fredrika Bremer
- Lek och alfwar (del 1) av Johan Anders Wadman
- Alarik eller Wikingarne av Constantina Strussenfelt

## Födda
- 10 mars – Lars Hertervig (död 1902), norsk konstnär.
- 15 mars – Paul Heyse (död 1914), tysk författare, nobelpristagare i litteratur 1910.
- 17 april – Erik Rudbeck (död 1867), finsk sagosamlare.
- 17 maj – Louise Michaëli (död 1875), svensk operasångare.
- 10 juli – Camille Pissarro (död 1903), fransk målare (impressionist).
- 2 september – Josefina Wettergrund (död 1903), svensk författare.
- 8 september – Frédéric Mistral (död 1914), fransk poet, nobelpristagare i litteratur 1904.
- 11 november – Brynjulf Bergslien (död 1898), norsk skulptör.
- 3 december – Frederic Leighton (död 1896), brittisk målare och skulptör.
- 5 december – Christina Rossetti (död 1894), brittisk poet.
- 10 december – Emily Dickinson,  (död 1886), amerikansk poet.

## Avlidna
- 7 januari – Thomas Lawrence, 60, brittisk målare.
- 23 februari – Jean-Pierre Norblin de La Gourdaine, 84, fransk konstnär.
- 14 april – Erike Kirstine Kolstad, norsk skådespelare.